# Evil Activities
Pour les articles homonymes, voir Evil et Soest.
Evil Activities, de son nom complet Kelly van Soest, né le 23 août 1979 à Krimpen aan den IJssel (Hollande-Méridionale, Pays-Bas), est un compositeur et disc jockey néerlandais de mainstream hardcore. Il compose également du hardstyle sous le nom de scène Max Enforcer.
Tout d'abord composé de Kelly van Soest, Niels van Hoeckel et de Telly Luyks, ces derniers quittent le groupe en 2003. Depuis, Kelly van Soest garde comme nom de scène le nom du groupe, et est accompagné lors des performances live par ses acolytes de temps à autre. Ses compositions s'apparentent à différents courants tels que le gabber.

## Biographie
Evil Activities est initialement un groupe live composé de Kelly van Soest, Niels van Hoeckel (Chaosphere) et Michael Kramer (DJ Dazzler). Le groupe est formé en 1998 après avoir été découvert par Neophyte qui les présente à Paul Elstak, à ce moment-là dirigeant du label Rotterdam Records. Lors d'une entrevue avec Partyflock, site néerlandais de référence en matière de techno hardcore et hardstyle, Kelly van Soest admet que le nom d'Evil Activities ne colle en rien à sa personnalité. Kelly van Soest débute dans la réalisation de ses compositions hardcores au début des années 1990. Il se fait connaître en 1998 en commençant au label discographique Dark and Evil, puis son succès grandit, en particulier parce qu'il est l'un des rares artistes à être diffusé par les grands producteurs de l'époque que sont Rotterdam Records et Neophyte Records (en 1999). Il compose par la suite du hardstyle sous le nom de scène Max Enforcer.
Durant la décennie 2000, ses nombreuses réalisations rencontrent le succès ; des titres tels que Nobody Said It Was Easy ou Evil Inside atteignent les classements néerlandais. En 2008, le groupe atteint la 62e place du classement néerlandais des albums avec Evilution. Toutefois, c'est sans céder à la facilité, puisqu'il décrit son activité selon ces termes : « Je suis très critique envers ma musique. Ce que je veux, c'est créer un son mêlant l'énergie, la performance et une position progressiste aboutissant au mix parfait ; j'essaye de pousser au maximum les capacités de mon studio d'enregistrement pour arriver à toucher mon public au plus profond d'eux-mêmes »[réf. nécessaire]. Son travail lui ouvre les portes de nombreuses et fructueuses collaborations ; parmi celles-ci peuvent être citées Be Quiet et Never Fall Asleep avec DJ Panic, Alles Kapot et One of These Days avec Neophyte, ou encore Under Control et A Way of Life où il joue le rôle de MC pour le compte de Neophyte. Il mixe également beaucoup, lors de grandes soirées hardcore, les productions de Nosferatu, DJ Paul (Paul Elstak), Tha Playah ou Jappo et DJ Lancinhouse. 
Depuis janvier 2012, il est également l'auteur du podcast mensuel Extreme Audio, qui regroupe divers sons à connotations principalement hardcore de nombreux artistes ; une sorte de Hard with Style version hardcore. Extreme Audio, son troisième album studio, atteint la 25e place du classement néerlandais. Le 29 juin 2012, un nouvel EP intitulé It's OK est publié. La même année, il participe à l'édition World of Madness de Defqon.1, publié comme album live et accueilli sur Partyflock avec une note de 80 sur 100. En date de janvier 2013, Evil Activities atteint la 472e place sur DJ Rankings. En 2013, il publie une compilation intitulée Evil's Gretaest Activities retraçant 15 ans d'activité. En 2016, il s'associe notamment à DJ Mad Dog pour le morceau 911.

## Discographie

### Albums studio
- 2003 : Dedicated
- 2008 : Evilution
- 2012 : Extreme Audio

### Compilation
- 2013 : Evil's Gretaest Activities (compilation)

### Singles et EP
- 1999 : 6 Months to X-Tinction (Neophyte Records)
- 1999 : The Introduction (Rotterdam Records)
- 2000 : 3 Months to X-Tinction (Neophyte Records
- 2001 : X-Tinction (Neophyte Records)
- 2003 : Dedicated (To Those Who Tried to Hold Me Down) (Neophyte Records)
- 2005 : Back on Track (Neophyte Records))
- 2008 : No Place to Hide (Neophyte Records)
- 2008 : Nobody Said It Was Easy (Neophyte Records)
- 2010 : Evil Inside (Neophyte Records)
- 2012 : It's OK (Neophyte Records)
- 2012 : Broken (avec Endymion)
- 2012 : Violence Silence (Neophyte Records)
- 2014 : Live Ammunition (Neophyte Records)
- 2015 : God Damn Noise (Neophyte Records)
- 2016 : Jealousy (et Digital Punk) (Neophyte Records)
- 2016 : 911 (avec DJ Mad Dog) (Neophyte Records)
- 2016 : Exodus (avec Neophyte, E-Life et MC Alee) (Neophyte Records)
- 2017 : Speak My Mind (avec Furyan) (Neophyte Records)
- 2022 : Pokkeherrie (avec Neophyte) (Distinction Bootleg)
- 2023 : Beastmode (Masters of Hardcore)
- 2024 : Spellbound (Masters of Hardcore)
- 2024 : Sacrifice (avec Myst) (Masters of Hardcore)